# The Living Daylights (A-ha)
The Living Daylights is een nummer van de Noorse popgroep A-ha uit 1987. Het is de eerste single van hun derde studioalbum Stay on These Roads. Het is tevens de enige single van de soundtrack van de gelijknamige James Bond-film uit 1987.
De plaat werd een wereldhit. In A-ha's thuisland Noorwegen en in Luxemburg werd het een nummer 1-hit. In het Verenigd Koninkrijk werd de 5e positie bereikt in de UK Singles Chart en in Ierland de 2e positie.
In Nederland was de plaat op vrijdag 26 juni 1987 Veronica Alarmschijf op Radio 3 en werd een grote hit in de destijds twee hitlijsten op de nationale publieke popzender. De plaat bereikte de 11e positie in de Nederlandse Top 40 en de 9e positie in de Nationale Hitparade Top 100. In de Europese hitlijst op Radio 3, de TROS Europarade, werd géén notering behaald aangezien deze lijst op 25 juni 1987 voor de laatste keer werd uitgezonden. 
In België bereikte de plaat de 4e positie in zowel de Vlaamse Ultratop 50 als de Vlaamse Radio 2 Top 30.
Opvallend is dat de plaat in de Verenigde Staten geen notering in de hitlijsten heeft behaald, hoewel dit in Canada wél het geval was.